# Spília
Spília är en ort i Cypern.   Den ligger i distriktet Eparchía Lefkosías, i den centrala delen av landet, 40 km sydväst om huvudstaden Nicosia. Spília ligger 978 meter över havet och antalet invånare är 169. Den ligger på ön Cypern.
Terrängen runt Spília är huvudsakligen kuperad, men västerut är den bergig. Trakten runt Spília är glesbefolkad, med 19 invånare per kvadratkilometer. Närmaste större samhälle är Léfka, 18,8 km nordväst om Spília. 